# Ilohovi

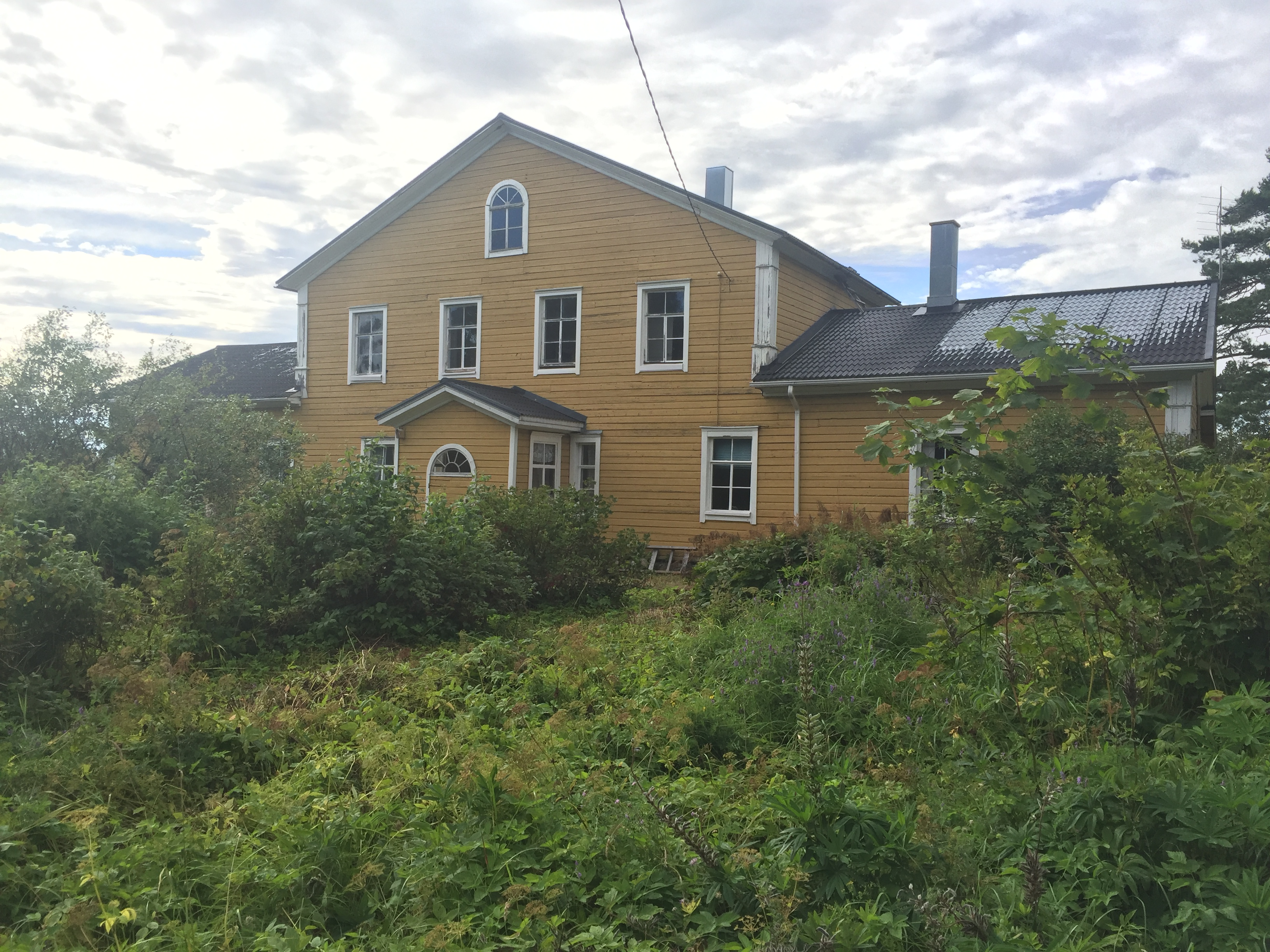
Ilohovi herrgård i Rantasalmi, som fram till 1898 gick under namnet Fredenhof.

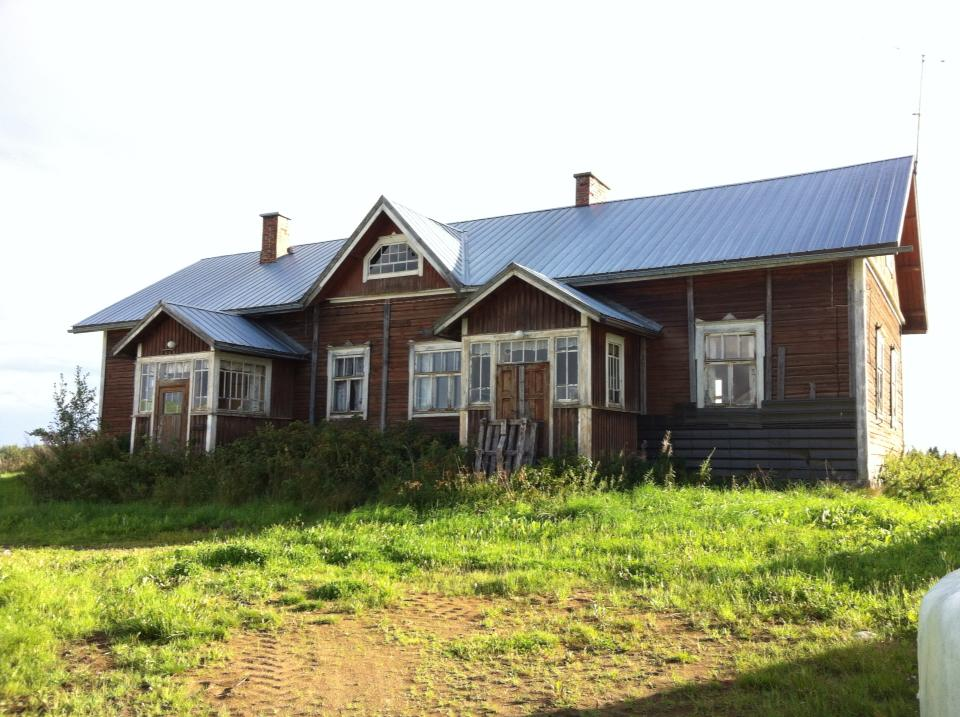
Gammal byggnad i Kolkontaipale, Rantasalmi, Finland. Byggnaden är typisk för de herrskapsbyggnader som fungerat som mindre herrgårdar, rusthåll och officersboställen och vilka senare ofta vuxit ut till de för regionen typiska herrgårdsbyggnaderna i trä.

Ilohovi (äldre namn Fredenhof) är en herrgård i Rantasalmi kommun i landskapet Södra Savolax i östra Finland.

## Historia
Egendomen var i äldre tider bondgård och ingick i intilliggande Putkisalo herrgårds ägor, men kom att betraktas som herrskapsbyggnad senast efter att kyrkoherden Anders Orræus blev dess ägare 1746. Det äldre namnet Fredenhof syftar på freden i Åbo mellan Sverige och Ryssland 1743, då en komplicerad och aldrig fullt bekräftad gräns drogs rakt igenom Rantasalmi socken och kom att löpa just längs denna egendom. Det sägs att freden högtidlighölls här och att namnet härrör från detta tillfälle. Det finska namnet Ilohovi är en lätt förvanskning av Fredenhof och det tyska Friedenhof som även använts, liksom Freudenhof; det finska namnet betyder "Glädjehov" i linje med den senare tyska namnversionen.
Anders Orræus avled redan 1747, och Fredenhof kom att ärvas inom hustruns  Brigitta Heintzius släkt fram till 1809. Då inköptes gården av krigsdomaren Nils Nykopp och förblev i denna släkts ägo till 1898.. Samma år fick egendomen sitt förfinskade namn. Gården har därefter haft skiftande ägare.

## Byggnaden
Ilohovi är genom sin relativt välbevarade form typisk för de östfinländska herrgårdarna. Den nuvarande byggnaden har sannolikt föregåtts av en timrad byggnad i en enda våning då rester av grunden kan skönjas på tomten. Denna vände fasaden mot nordost, och flyttades förmodligen vid 1800-talets mitt till dess nuvarande läge i mer öst-västlig orientering. Den timrade byggnaden har troligen vid detta tillfälle fått den från mitten uppskjutande andra våningen, samt en robust stengrund och källare under halva huset. Fasadbeklädnad av bräder kan ha tillkommit vid detta tillfälle eller senare. En liten och sluten veranda är ett typiskt drag för denna herrgårdstyp, vilken oftast hade två sådana verandor på framsidan. Många av dessa har sedermera fått större, mer "herrgårdslika" öppna verandor, medan Ilohovi bibehållit detta äldre byggnadsdrag. Den har i äldre tid varit belägen i ett öppet odlings- och beteslandskap, medan skogen under senare årtionden fått krypa närmare byggnaden. På tomten finns stall och lider samt en äldre bastubyggnad bevarad. Byggnaden är kulturhistoriskt värnad.

## Ägor
Ilohovi hade 1827 ungefär 420 ha odlingsjord och skog, och 1830 6 underställda torp. Idag återstår endast skog och betesmark närmast byggnaden. I västlig riktning vetter egendomen mot en naturskyddad vik av sjön Putkilahti.